# Ruth White (schermitrice)
Ruth Carlita White (Baltimora, 16 luglio 1951) è un'ex schermitrice statunitense.

## Biografia
Ha partecipato ai Giochi della XX Olimpiade di Monaco di Baviera nel 1972.

## Palmarès
In carriera ha conseguito i seguenti risultati:
- Giochi Panamericani:

Cali 1971: oro nel fioretto a squadre ed un argento individuale.